# Bhuvanaikabahu V
Bhuvanaikabahu V est le 4e roi de Gampola, de la dynastie Siri Sanga Bo, dans l'actuel Sri Lanka. Il régna de 1372/3 à 1391/2 ou de 1375 à 1408,

## Étymologie
Le nom provient de la langue pali, propre au bouddhisme Theravāda pratiqué au Sri Lanka, dont l'écriture est le Devanagari. La transcription en langue latine peut donc donner des résultats différents, selon que le mot est transcrit traditionnellement ou en ISO 15919.
Le nom du roi Bhuvanaikabahu peut se décomposer en 2 mots :
- Le mot Bhuvanaika peut se transcrire aussi Buvaneka, Buwaneka
- Le mot Bahu peut se transcrire Bãhu, Bâhu, Baahu ou Bâhu.

## Biographie
Bhuvanaikabahu V, est le fils d'une sœur de Vikramabahu III et de Nissanka Alakesvara. Il a la réputation d'être un bouddhiste dévot. Attaqué par les forces du royaume de Jaffna il s'enfuit de Gampola et se réfugie à Raigama où il règne dans l'ombre de Alakesvara. Ce dernier réussi à vaincre les tamouls et entre à Kotte. Bhuvanaikabahu V est incapable de se rétablir à Gampola où les aristocrates cinghalais mettent sur le trône l’énergique prince Vira Bahu II qui est son cousin et beau-frère